# Dear Sara
Dear Sara, artistnamn för Sara Kristina Nutti, född 28 januari 1996 i Karesuando församling, Norrbottens län, är en svensk-samisk artist.

## Biografi
Sara Nutti TV-debuterade i X Factor 2012. Hon åkte ur innan tävlingens finalomgång.
Hon debuterade under sitt artistnamn Dear Sara i januari 2021, då hon släppte låten "Something You Should Know" på Spotify. Debutlåten innehållet bland annat inslag av jojk. Efter ytterligare några singlar släppte hon EP:n I'm Not That Sad: ) i juni 2021.
Hennes äldre syster Hanna Nutti är också verksam som artist. De har tidvis samarbetat musikaliskt, bland annat har Sara Nutti skrivit låtar som systern spelat in.
Nutti deltog i den andra deltävlingen av Melodifestivalen 2024 med låten "The Silence After You". Bidraget gick vidare till finalkvalet

## Diskografi

### Singlar
- 2021 – "Something You Should Know"
- 2021 – "Do Better"
- 2021 – "Californication"
- 2021 – "I'm Not That Sad: )"
- 2022 – "Taking My Time"
- 2022 – "Stockholm är kallt"

## Låtar
- Something You Should Know är skriven tillsammans med Elias Näslin.
- Do Better är skriven tillsammans med Elias Näslin.
- Stupid Things är skriven tillsammans med Johannes Willinder och Linnea Deb.
- Nobody är skriven tillsammans med David Kjellstrand, Joy Deb och Ruth Lindegren.
- Taking my time är skriven tillsammans med Johannes Willinder, Lydia Owen Edmunds och Robin Padam.
- Stockholm är kallt är skriven tillsammans med Jasmine Kara.